# إيرنيستو مندونسا
إيرنيستو مندونسا هو ربان ‏ برتغالي، (و. 1901  م).

## وصلات خارجية
- إيرنيستو مندونسا على موقع أوليمبيديا (الإنجليزية)